# دهه ۱۵۲۰ (میلادی)
دهه ۱۵۲۰ (میلادی) صد و پنجاه و دومین دهه تقویم میلادی است.

## درگذشتگان
‎